# Brookside Village
Brookside Village és una població dels Estats Units a l'estat de Texas. Segons el cens del 2000 tenia 1.960 habitants.

## Demografia
Segons el cens del 2000, Brookside Village tenia 1.960 habitants, 655 habitatges, i 535 famílies. La densitat de població era de 358,7 habitants/km².
Dels 655 habitatges en un 32,8% hi vivien nens de menys de 18 anys, en un 66,9% hi vivien parelles casades, en un 9,6% dones solteres, i en un 18,2% no eren unitats familiars. En el 13,6% dels habitatges hi vivien persones soles el 5% de les quals corresponia a persones de 65 anys o més que vivien soles. El nombre mitjà de persones vivint en cada habitatge era de 2,99 i el nombre mitjà de persones que vivien en cada família era de 3,22.
Per edats la població es repartia de la següent manera: un 24,9% tenia menys de 18 anys, un 8,8% entre 18 i 24, un 31% entre 25 i 44, un 22,3% de 45 a 60 i un 13% 65 anys o més.
L'edat mediana era de 37 anys. Per cada 100 dones de 18 o més anys hi havia 117,3 homes.
La renda mediana per habitatge era de 44.650 $ i la renda mediana per família de 50.625 $. Els homes tenien una renda mediana de 32.500 $ mentre que les dones 27.981 $. La renda per capita de la població era de 18.609 $. Aproximadament el 10,1% de les famílies i el 16,1% de la població estaven per davall del llindar de pobresa.

## Poblacions més properes
El següent diagrama mostra les poblacions més properes.